# Manuel Molina Conejero
Pour les articles homonymes, voir Molina et Conejero.
Manuel Molina Conejero, né à Valence en 1900 et mort à Paterna en 1939, est un député et syndicaliste espagnol, fusillé par les nationalistes à la fin de la guerre d'Espagne.

## Biographie
Ouvrier dans une scierie et syndicaliste, Manuel Molina Conejero est originaire de la ville de Valence, en Espagne.
Franc-maçon, il est membre des loges de la Fédération du Levant et Constante Alona.
En 1927, il devient secrétaire de l'UGT, puis en 1933 président de la Fédération valencienne du PSOE. 
Il participe à la grève générale du 5 octobre 1934, et doit s'exiler en France, où il fait le lien entre PSOE et le PCE. En 1936, il est élu député de la circonscription de Valence aux élections générales espagnoles de 1936.
Pendant la guerre d'Espagne, il rejoint Indalecio Prieto et est nommé président de l'Agrupación Socialista Valenciana, remplaçant à ce poste Isidre Escandell.
En 1937, il devient gouverneur civil de Valence. Il reste à ce poste jusqu'à la fin de la guerre.  
A la chute de la République, à l'arrivée au pouvoir des franquistes, il est interné au camp de concentration d'Albatera. Il est fusillé à Paterna le 25 novembre 1939.